# Musgravetown
Musgravetown is een gemeente (town) in de Canadese provincie Newfoundland en Labrador.

## Toponymie
De plaats stond oorspronkelijk bekend als Goose Bay, maar kreeg haar huidige naam in de jaren 1860 ter ere van Sir Anthony Musgrave, de toenmalige gouverneur van de Kolonie Newfoundland.

## Geografie
Musgravetown ligt in het westen van het Newfoundlandse schiereiland Bonavista, aan de westoever van de Goose Bay. Dat is een lange, smalle zijarm van de Chandler Reach, hetwelk een zeegat is dat leidt naar de open wateren van de Bonavista Bay, een grote baai aan de oostkust van Newfoundland. 
De gemeente ligt aan Route 233, net ten noorden van Bloomfield. Shag Island ligt 1 km naar het zuidoosten toe.

## Demografie
De demografische langetermijntrend is in Musgravetown, net zoals de meeste kleine dorpen op Newfoundland, negatief. Tussen 1991 en 2021 daalde de bevolkingsomvang van 669 naar 561. Dat komt neer op een daling van 108 inwoners (-16%) in dertig jaar tijd.
| Demografische ontwikkeling van Musgravetown tussen 1991 en 2021 |
| --------------------------------------------------------------- |
|                                                                 |
| Bron: Statistics Canada (1991–1996, 2001–2006, 2011–2016, 2021) |